# Miho Kaneda
Miho Kaneda (金田 美保 Kaneda Miho?), är en japansk tidigare fotbollsspelare.
Miho Kaneda debuterade för Japans landslag den 7 juni 1981 i en 0–1-förlust mot Taiwan. Hon spelade 5 landskamper för det japanska landslaget. Hon deltog bland annat i Asiatiska mästerskapet i fotboll för damer 1981.